# Indonesien i olympiska sommarspelen 2016

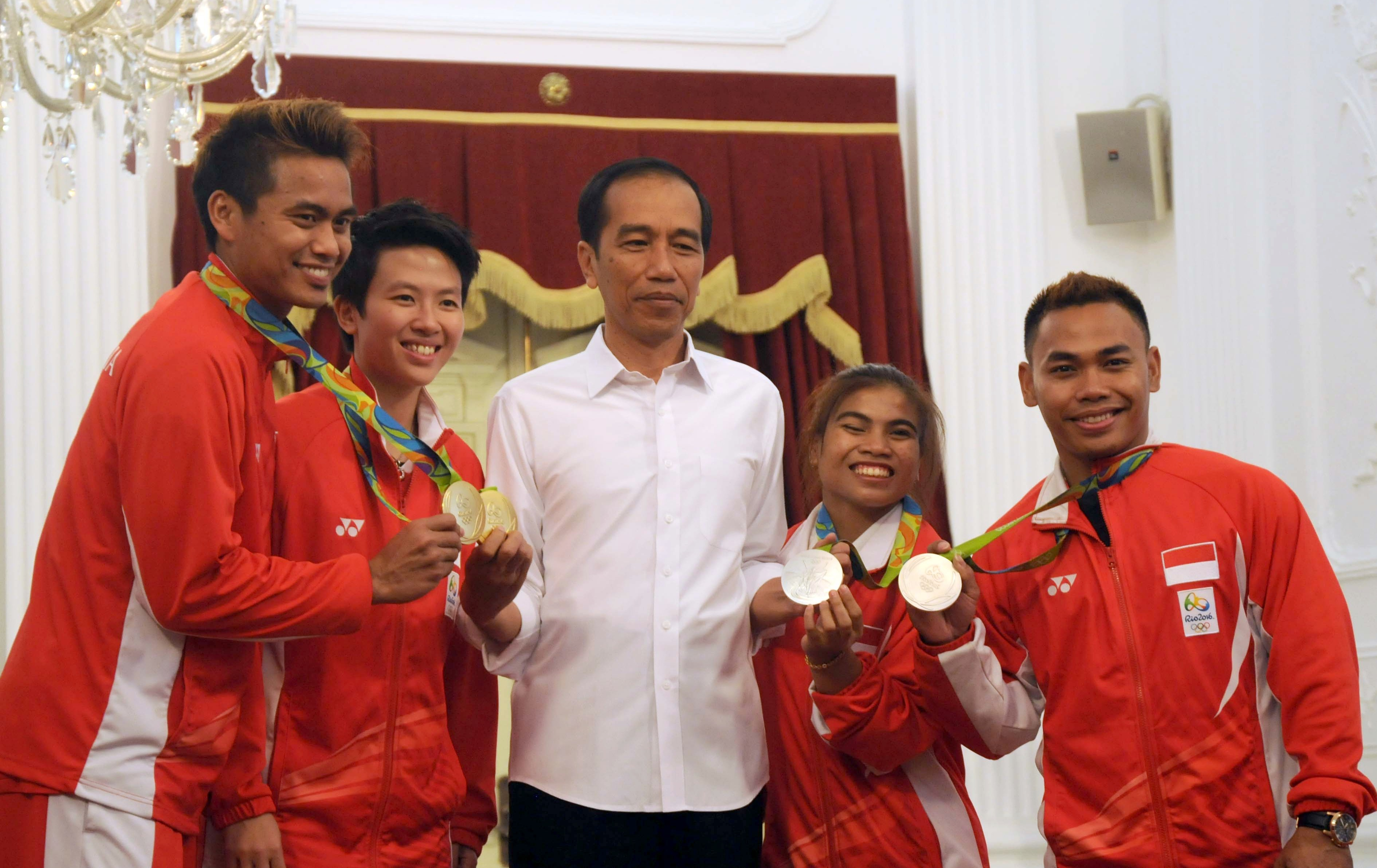
De indonesiska medaljörerna med president Joko Widodo. (från vänster till höger: Tontowi Ahmad, Lilyana Natsir, Widodo, Sri Wahyuni Agustiani och Eko Yuli Irawan.)

Indonesien deltog med 28 deltagare vid de olympiska sommarspelen 2016 i Rio de Janeiro. Totalt vann de en guldmedalj och två silvermedaljer.

## Medaljer
| Medalj | Namn                             | Sport         | Gren            |
| ------ | -------------------------------- | ------------- | --------------- |
| Guld   | Tontowi Ahmad och Lilyana Natsir | Badminton     | Mixeddubbel     |
| Silver | Sri Wahyuni Agustiani            | Tyngdlyftning | Damernas 48 kg  |
| Silver | Eko Yuli Irawan                  | Tyngdlyftning | Herrarnas 62 kg |

## Badminton
Herrar
| Spelare                        | Gren       | Grupp                                | Grupp                                         | Grupp                                  | Eliminering       | Kvartsfinal                          | Semifinal         | Final / BM        | Final / BM       |                  |
| Spelare                        | Gren       | Motståndare Poäng                    | Motståndare Poäng                             | Placering                              | Motståndare Poäng | Motståndare Poäng                    | Motståndare Poäng | Motståndare Poäng | Placering        |                  |
| ------------------------------ | ---------- | ------------------------------------ | --------------------------------------------- | -------------------------------------- | ----------------- | ------------------------------------ | ----------------- | ----------------- | ---------------- | ---------------- |
| Tommy Sugiarto                 | Herrsingel | Shu (USA) W (21–14, 21–10)           | Guerrero (CUB) W (21–12, 21–14)               | i.u.                                   | 1 Q               | Ouseph (GBR) L (13–21, 21–14, 16–21) | Gick inte vidare  | Gick inte vidare  | Gick inte vidare | Gick inte vidare |
| Mohammad Ahsan Hendra Setiawan | Herrdubbel | Attri / Reddy (IND) W (21–18, 21–13) | Endo / Hayakawa (JPN) L (17–21, 21–16, 14–21) | Chai B / Hong W (CHN) L (15–21, 17–21) | 3                 | i.u.                                 | Gick inte vidare  | Gick inte vidare  | Gick inte vidare | Gick inte vidare |

Damer
| Spelare                                 | Gren      | Grupp                                    | Grupp                                | Grupp                                     | Eliminering       | Kvartsfinal       | Semifinal                             | Final / BM        | Final / BM       |                  |
| Spelare                                 | Gren      | Motståndare Poäng                        | Motståndare Poäng                    | Placering                                 | Motståndare Poäng | Motståndare Poäng | Motståndare Poäng                     | Motståndare Poäng | Placering        |                  |
| --------------------------------------- | --------- | ---------------------------------------- | ------------------------------------ | ----------------------------------------- | ----------------- | ----------------- | ------------------------------------- | ----------------- | ---------------- | ---------------- |
| Lindaweni Fanetri                       | Damsingel | Vū T T (VIE) L (11–21, 12–21)            | Okuhara (JPN) L (12–21, 12–21)       | i.u.                                      | 3                 | Gick inte vidare  | Gick inte vidare                      | Gick inte vidare  | Gick inte vidare | Gick inte vidare |
| Nitya Krishinda Maheswari Greysia Polii | Damdubbel | Poon L Y / Tse Y S (HKG) W (21–9, 21–11) | Olver / Smith (GBR) W (21–10, 21–13) | Hoo K M / Woon K W (MAS) W (21–19, 21–19) | 1 Q               | i.u.              | Tang Yt / Yu Y (CHN) L (11–21, 14–21) | Gick inte vidare  | Gick inte vidare | Gick inte vidare |

Mixed
| Spelare                       | Gren        | Grupp                                            | Grupp                                     | Grupp                                     | Grupp     | Kvartsfinal                             | Semifinal                                | Final / BM                                | Final / BM       |
| Spelare                       | Gren        | Motståndare Poäng                                | Motståndare Poäng                         | Motståndare Poäng                         | Placering | Motståndare Poäng                       | Motståndare Poäng                        | Motståndare Poäng                         | Placering        |
| ----------------------------- | ----------- | ------------------------------------------------ | ----------------------------------------- | ----------------------------------------- | --------- | --------------------------------------- | ---------------------------------------- | ----------------------------------------- | ---------------- |
| Tontowi Ahmad Liliyana Natsir | Mixeddubbel | Middleton / Choo (AUS) W (21–7, 21–8)            | Issara / Amitrapai (THA) W (21–11, 21–13) | Chan P S / Goh L Y (MAS) W (21–15, 21–11) | 1 Q       | Jordan / Susanto (INA) W (21–16, 21–11) | Zhang N / Zhao Yl (CHN) W (21–16, 21–15) | Chan P S / Goh L Y (MAS) W (21–14, 21–12) | 1                |
| Praveen Jordan Debby Susanto  | Mixeddubbel | Lee C H / Chau H W (HKG) W (21–19, 19–21, 21–15) | Fuchs / Michels (GER) W (21–16, 21–15)    | Zhang N / Zhao Yl (CHN) L (11–21, 18–21)  | 2 Q       | Ahmad / Natsir (INA) L (16–21, 11–21)   | Gick inte vidare                         | Gick inte vidare                          | Gick inte vidare |

## Bågskytte
| Bågskytt                                       | Gren                           | Rankningsomgång | Rankningsomgång | Omgång 1            | Omgång 2            | Omgång 3               | Kvartsfinal       | Semifinal         | Final / BM        | Final / BM       |
| Bågskytt                                       | Gren                           | Poäng           | Seed            | Motståndare Poäng   | Motståndare Poäng   | Motståndare Poäng      | Motståndare Poäng | Motståndare Poäng | Motståndare Poäng | Placering        |
| ---------------------------------------------- | ------------------------------ | --------------- | --------------- | ------------------- | ------------------- | ---------------------- | ----------------- | ----------------- | ----------------- | ---------------- |
| Riau Ega Agatha                                | Herrarnas individuella tävling | 660             | 33              | Xing Y (CHN) W 7–1  | Kim W-j (KOR) W 6–2 | Nespoli (ITA) L 0–6    | Gick inte vidare  | Gick inte vidare  | Gick inte vidare  | Gick inte vidare |
| Hendra Purnama                                 | Herrarnas individuella tävling | 655             | 39              | Ruban (UKR) L 4–7   | Gick inte vidare    | Gick inte vidare       | Gick inte vidare  | Gick inte vidare  | Gick inte vidare  | Gick inte vidare |
| Muhammad Wijaya                                | Herrarnas individuella tävling | 647             | 49              | Nespoli (ITA) L 3–7 | Gick inte vidare    | Gick inte vidare       | Gick inte vidare  | Gick inte vidare  | Gick inte vidare  | Gick inte vidare |
| Riau Ega Agatha Hendra Purnama Muhammad Wijaya | Herrarnas lagtävling           | 1962            | 10              | i.u.                | i.u.                | Kinesiska Taipei W 6–2 | USA L 2–6         | Gick inte vidare  | Gick inte vidare  | Gick inte vidare |
| Ika Yuliana Rochmawati                         | Damernas individuella tävling  | 617             | 42              | Folkard (GBR) L 5–6 | Gick inte vidare    | Gick inte vidare       | Gick inte vidare  | Gick inte vidare  | Gick inte vidare  | Gick inte vidare |

## Cykling

### BMX
| Cyklist         | Gren          | Seeding  | Seeding   | Kvartsfinal | Kvartsfinal | Semifinal        | Semifinal        | Final            | Final            |
| Cyklist         | Gren          | Resultat | Placering | Poäng       | Placering   | Poäng            | Placering        | Resultat         | Placering        |
| --------------- | ------------- | -------- | --------- | ----------- | ----------- | ---------------- | ---------------- | ---------------- | ---------------- |
| Toni Syarifudin | Herrarnas BMX | 40,975   | 31        | 22          | 7           | Gick inte vidare | Gick inte vidare | Gick inte vidare | Gick inte vidare |

## Friidrott
Förkortningar
- Notera– Placeringar avser endast det specifika heatet.
- Q = Tog sig vidare till nästa omgång
- q = Tog sig vidare till nästa omgång som den snabbaste förloraren eller, i fältgrenarna, genom placering utan att nå kvalgränsen
- NR = Nationellt rekord
- N/A = Omgången fanns inte i grenen
- Bye = Idrottaren behövde inte tävla i omgången

Bana och väg
| Idrottare     | Gren                | Heat     | Heat      | Kvartsfinal | Kvartsfinal | Semifinal        | Semifinal        | Final            | Final            |
| Idrottare     | Gren                | Resultat | Placering | Resultat    | Placering   | Resultat         | Placering        | Resultat         | Placering        |
| ------------- | ------------------- | -------- | --------- | ----------- | ----------- | ---------------- | ---------------- | ---------------- | ---------------- |
| Sudirman Hadi | Herrarnas 100 meter | 10,77    | 2 Q       | 10,70       | 9           | Gick inte vidare | Gick inte vidare | Gick inte vidare | Gick inte vidare |

Fältgrenar
| Idrottare           | Gren               | Kval    | Kval      | Final            | Final            |
| Idrottare           | Gren               | Distans | Placering | Distans          | Placering        |
| ------------------- | ------------------ | ------- | --------- | ---------------- | ---------------- |
| Maria Natalia Londa | Damernas längdhopp | 6,29    | 26        | Gick inte vidare | Gick inte vidare |

## Rodd
| Roddare        | Gren                    | Heat    | Heat      | Återkval | Återkval  | Kvartsfinal | Kvartsfinal | Semifinal | Semifinal | Final   | Final     |
| Roddare        | Gren                    | Tid     | Placering | Tid      | Placering | Tid         | Placering   | Tid       | Placering | Tid     | Placering |
| -------------- | ----------------------- | ------- | --------- | -------- | --------- | ----------- | ----------- | --------- | --------- | ------- | --------- |
| Memo           | Herrarnas singelsculler | 7:14,17 | 3 QF      | Bye      | Bye       | 6:59,76     | 4 SC/D      | 7:25,60   | 3 FC      | 6:59,44 | 16        |
| Dewi Yuliawati | Damernas singelsculler  | 9:36,10 | 6 R       | 8:14,81  | 5 SE/F    | Bye         | Bye         | 8:39,95   | 2 FE      | 8:44,54 | 29        |